# Kristin Lehman

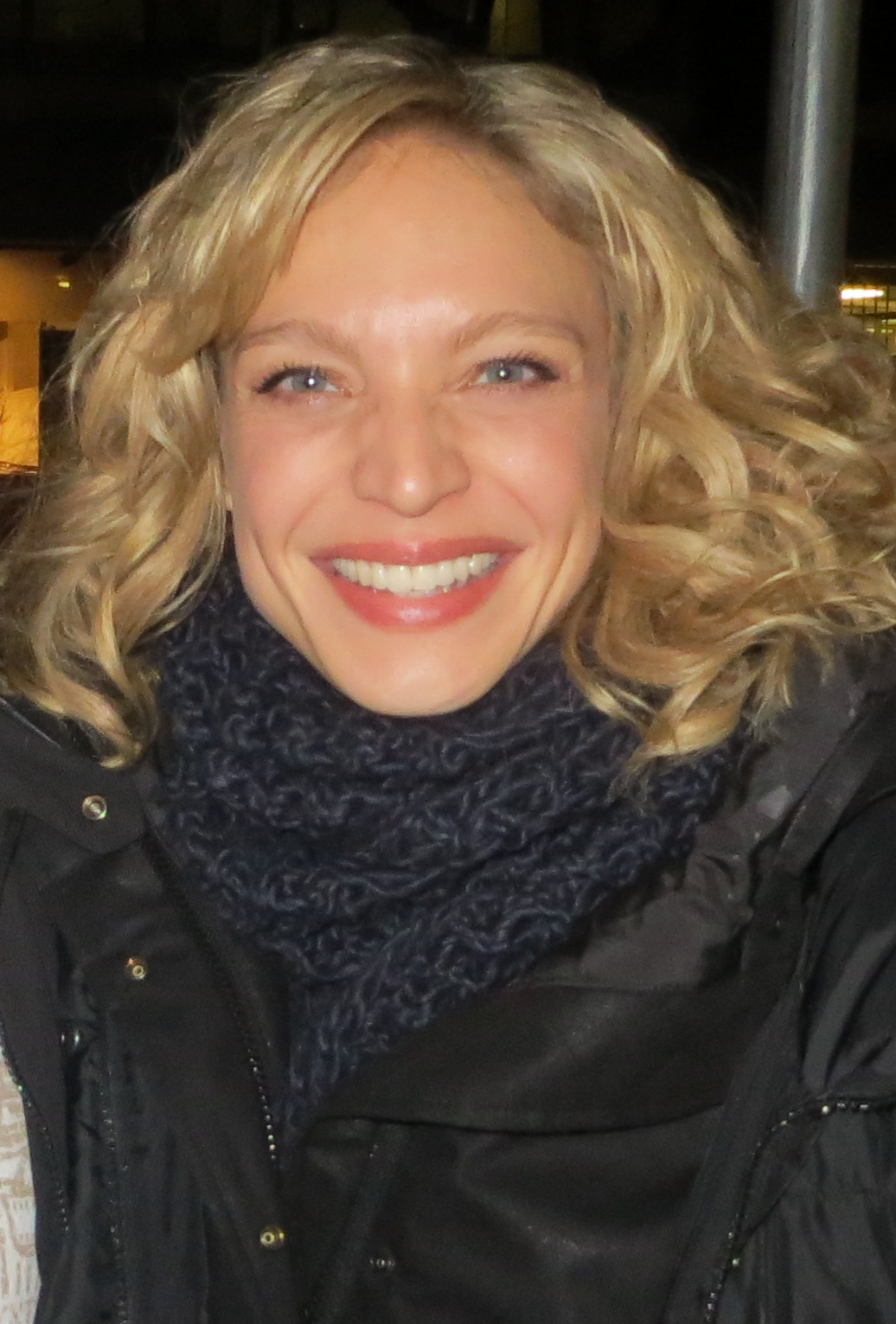
Kristin Lehman em 2012

Kristin Lehman (New Westminster, 3 de maio de 1972) é uma atriz e dançarina canadense. É uma das protagonistas da série The Killing.
Kristin começou sua carreira em 1995 na série de televisão The Commish. No ano seguinte, fez sua estréia no cinema, no longa-metragem Alaska.
Também atuou em The Way of the Gun, Bleeders, The X-Files, Prison Break, The Chronicles of Riddick, The Loft e em outras dezenas de produções televisivas e cinematográficas.